# Joachim Rabstein
Joachim Rabstein (* 10. April 1956 in Eibelshausen) ist ein ehemaliger deutscher Leichtathlet.

## Sportliche Karriere
Joachim Rabstein begann beim TV 1893 Ewersbach und wechselte dann zu Bayer 04 Leverkusen. Seine beste Einzelplatzierung bei Deutschen Meisterschaften war der 5. Platz im 400-Meter-Lauf 1978 in Köln. Von 1977 bis 1981 gewann Rabstein vier deutsche Meistertitel mit der Leverkusener 4-mal-400-Meter-Staffel, wobei außer Rabstein auch Bernd Herrmann und Franz-Peter Hofmeister bei allen vier Titeln dabei waren. Seine Bestzeit von 46,38 Sekunden lief Rabstein am 23. Juli 1982 in München im Vorlauf der Deutschen Meisterschaften in München.
Joachim Rabstein trat von 1977 bis 1979 sechsmal im Nationaltrikot an.